# Boussouma (departamento de Sanmatenga)
Boussouma es un departamento de la provincia de Sanmatenga, en la región Centro-Norte, Burkina Faso. A 1 de julio de 2018 tenía una población estimada de 112 552 habitantes.
Se encuentra ubicado cerca del río Volta Blanco y al norte de la capital del país, Uagadugú.